# 위치크래프트 (1988년 영화)
위치크래프트(Witchcraft)는 미국에서 제작된 롭 스페라 감독의 1988년 공포 영화이다. 아냇 토폴 등이 주연으로 출연하였고 요람 바질라이 등이 제작에 참여하였다. 위치크래프트 시리즈 중 첫 번째 영화 작품이다.

## 출연

### 주연
- 아냇 토폴
- 게리 슬로안

### 조연
- 메리 쉘리
- 데보라 스콧
- 로스 뉴턴
- 찰스 그랜트
- 카렌 마이클스
- 리즈 케인
- 제이 E. 조이스
- 앨런 레비
- 조디 사빈
- 릭 로버츠
- 데보라 스페라